# Leptocneria reducta
Leptocneria reducta är en fjärilsart som beskrevs av Francis Walker 1855.
Leptocneria reducta ingår i släktet Leptocneria och familjen tofsspinnare. Inga underarter finns listade i Catalogue of Life.

## Bildgalleri

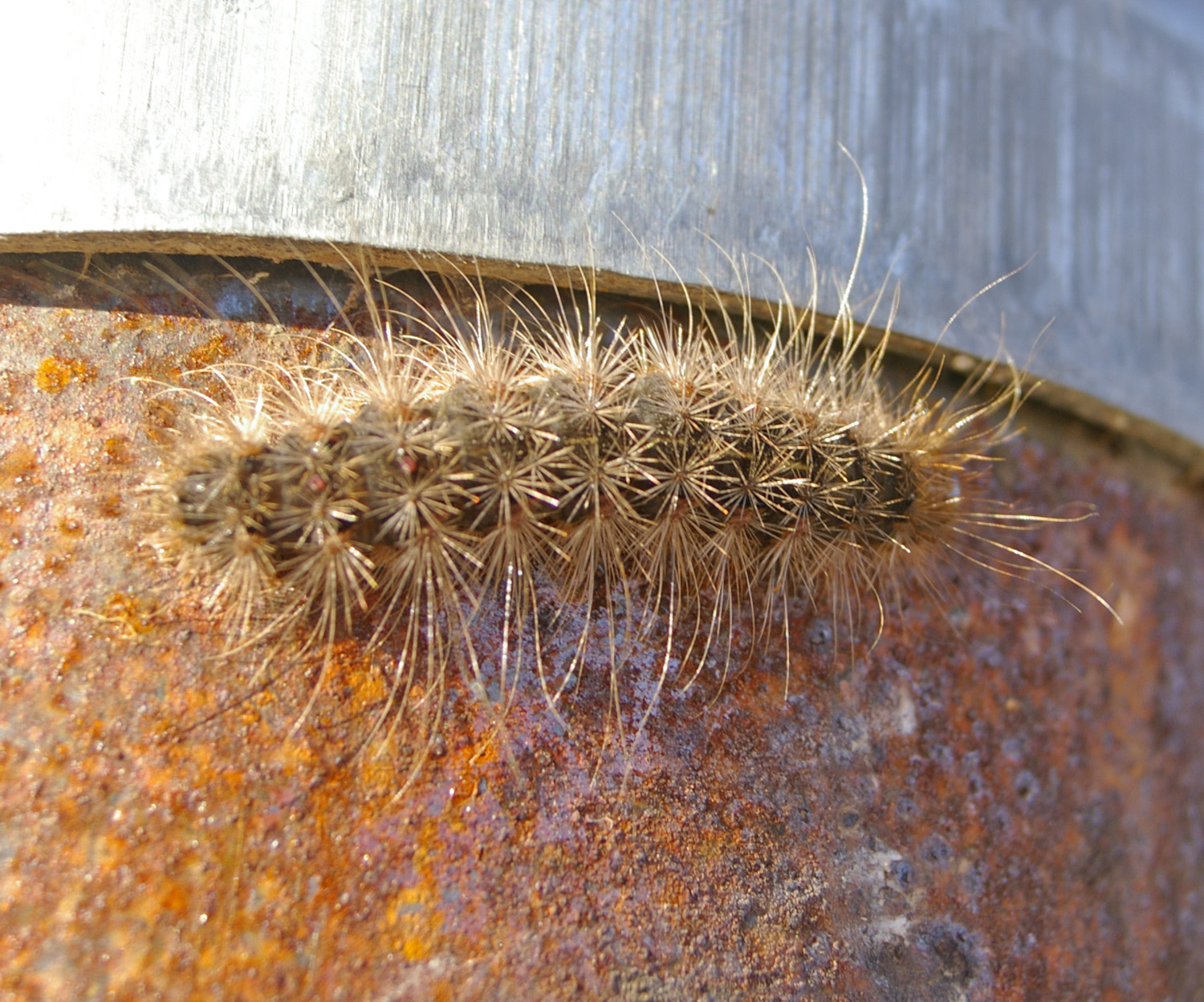
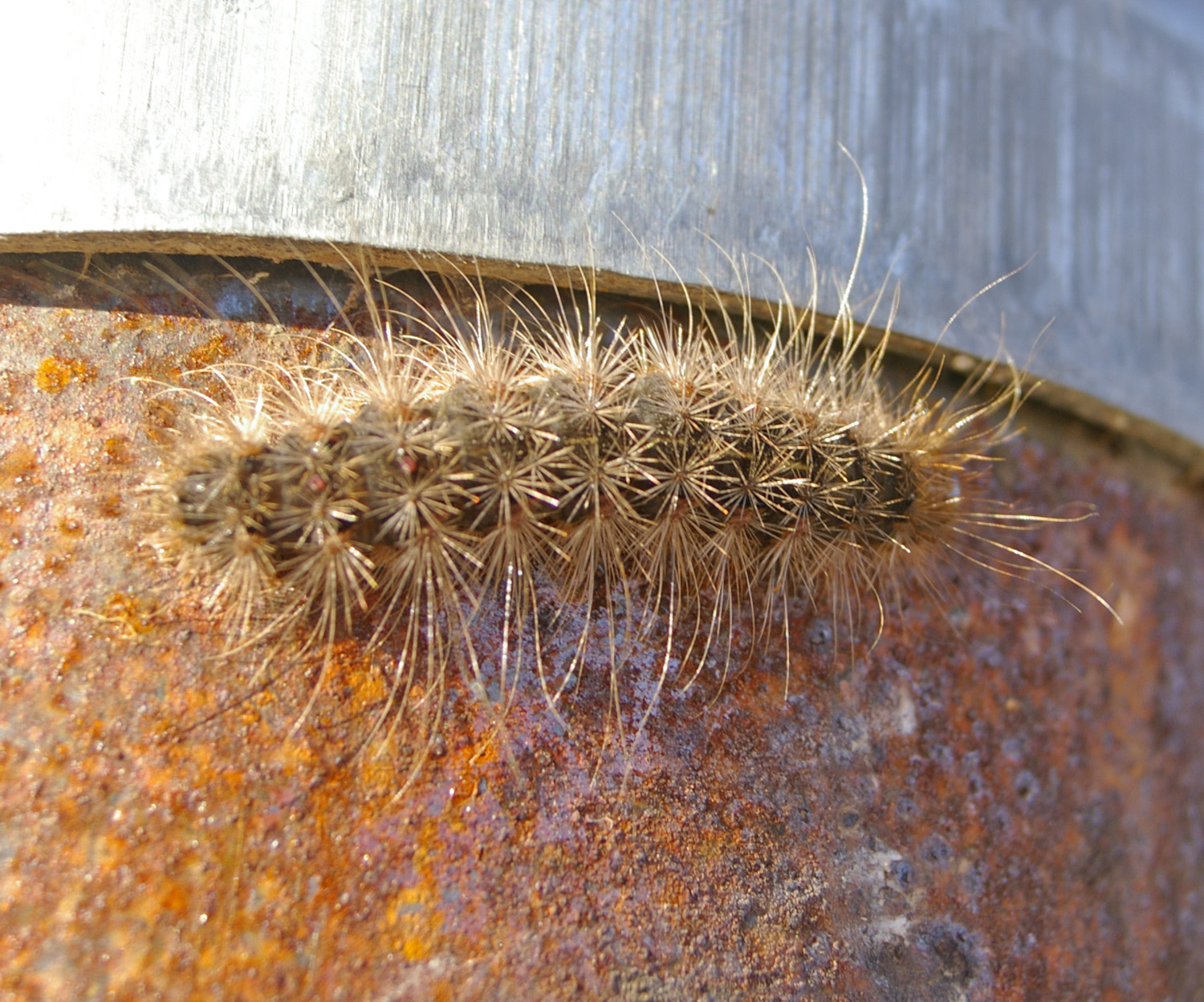
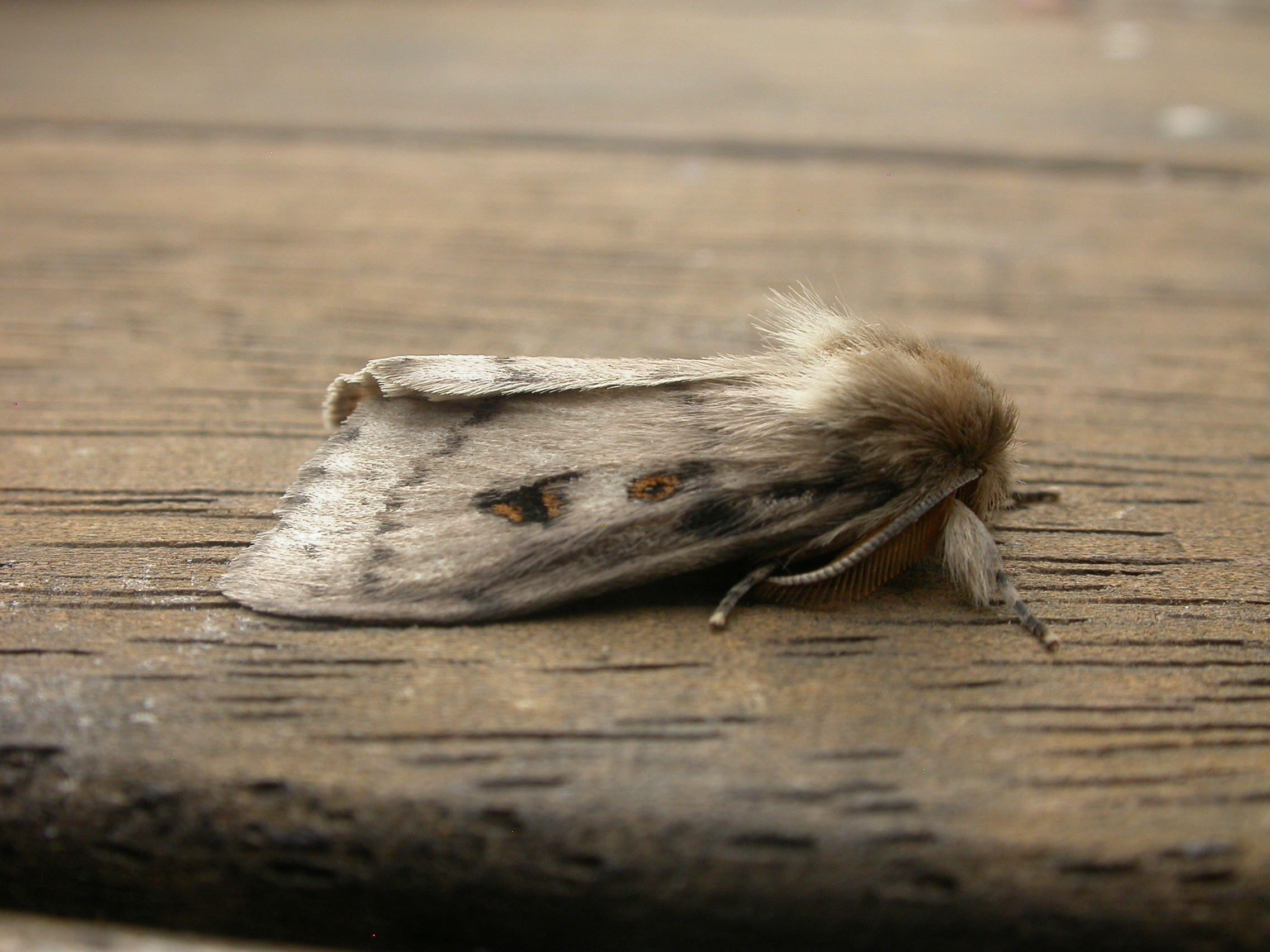
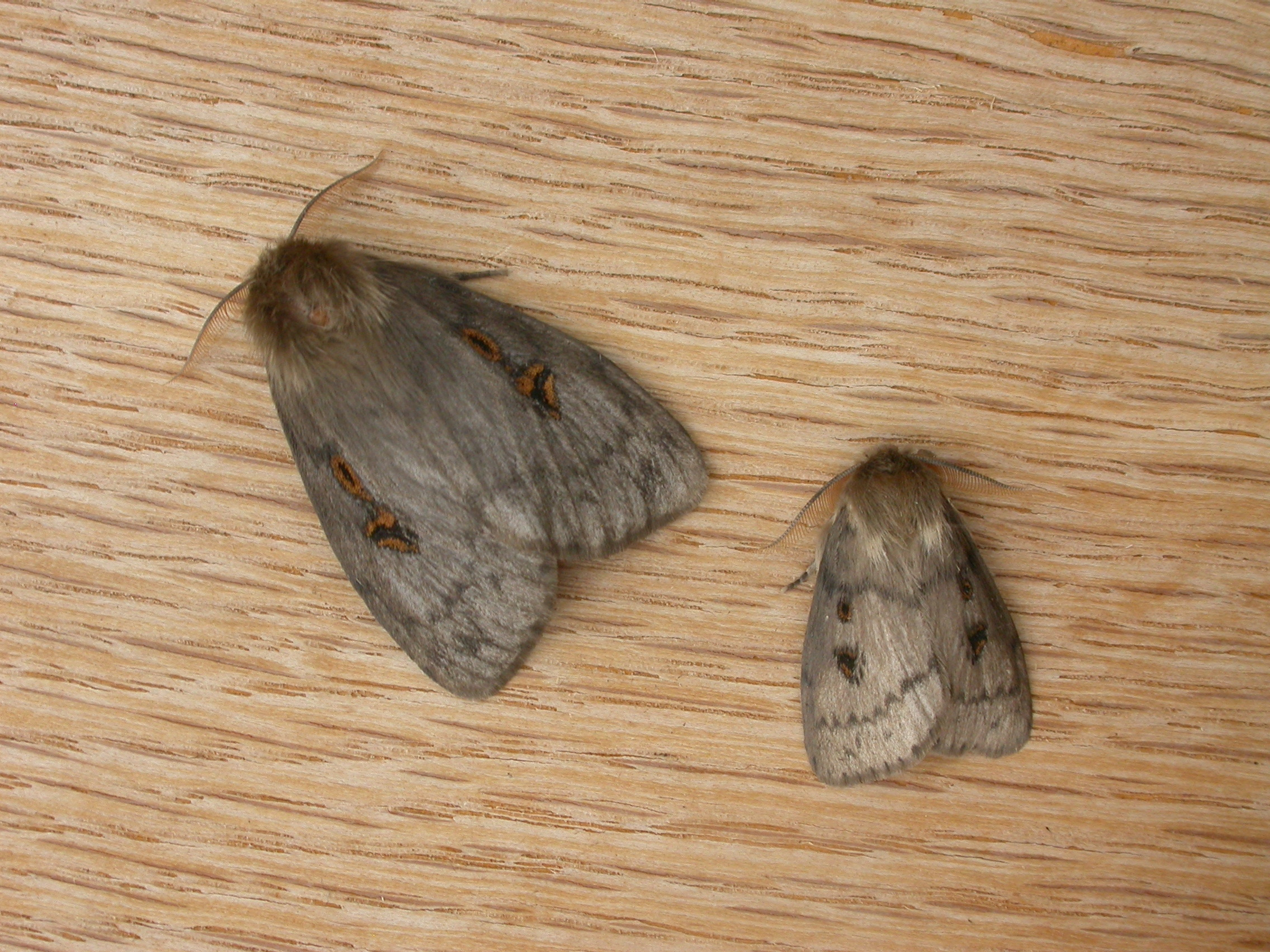